# Quận Hansford, Texas
Quận Hansford (tiếng Anh:Hansford  County) là một quận trong tiểu bang Texas, Hoa Kỳ. Quận lỵ đóng ở thành phố Spearman.6 Theo kết quả điều tra dân số năm  2000 của Cục điều tra dân số Hoa Kỳ, quận có dân số 5369 người.

## Địa lý

### Quận giáp ranh
- Quận Texas, Oklahoma  (bắc)
- Quận Ochiltree  (đông)
- Quận Roberts  (đông nam)
- Quận Hutchinson  (nam)
- Quận Sherman  (tây)